# Alvin Maccornell
Alvin Maccornell (ur. 31 stycznia 1993 w Monrovii) – liberyjski piłkarz grający na pozycji środkowego obrońcy. Od 2022 jest zawodnikiem klubu Naft Al-Basra SC.

## Kariera klubowa
Karierę piłkarską Maccornell rozpoczął w klubie LISCR FC. W sezonie 2012 zadebiutował w jego barwach w pierwszej lidze liberyjskiej. W debiutanckim sezonie wywalczył z nim mistrzostwo Liberii. W latach 2013–2014 grał w Red Lions, a w latach 2015-2016 w Barrack Young Controllers FC. W sezonie 2016 został z nim mistrzem kraju. W sezonie 2016/2017 był zawodnikiem FC Fassell. W 2018 przeszedł do LPRC Oilers. W sezonie 2018 wywalczył wicemistrzostwo, a w sezonie 2019 mistrzostwo Liberii. W latach 2020–2021 występował w klubie Watanga FC, z którym w sezonie 2021/2022 został mistrzem Liberii. Wiosną 2022 grał w irackim Al-Diwaniya SC, a latem 2022 przeszedł do innego irackiego klubu, Naft Al-Basra SC.

## Kariera reprezentacyjna
W reprezentacji Liberii Maccornell zadebiutował 27 maja 2013 roku w wygranym 1:0 towarzyskim meczu z Irakiem, rozegranym w Bagdadzie.